# Río Brahmani
El río Brahmani es un río costero del este de la India que discurre íntegramente por el estado de Orissa y vierte sus aguas en el golfo de Bengala. Tiene una longitud de 480 km y drena una cuenca de 39 269 km², algo menor que Suiza o los Países Bajos. 
El Brahmani está formado por la confluencia de los ríos Sankh (240 km) y Sur Koel, y tiene una longitud 480 kilómetros. 
La ciudad de Rourkela se ubica sobre el curso medio del río. El Brahmani, el Mahanadi, y el Baitarani conjuntamente, forman un gran delta sobre el llano costero de Orissa, y juntos vacían sus aguas en el golfo de Bengala.
- Datos: Q2639171